# Canoë-kayak aux Jeux olympiques d'été de 2012 - C1 slalom hommes
Navigation
Pékin 2008 Rio de Janeiro 2016
L'épreuve masculine du C1 des Jeux olympiques d'été 2012 de Londres se déroule au Lee Valley White Water Centre, du 29 au 31 juillet 2012.

## Règlement
L'embarcation utilisée pour l'épreuve du C1 est un canoë monoplace. Le céiste est à genoux dans son embarcation et utilise une pagaie simple à une pale.

Sur des eaux turbulentes, les concurrents doivent parcourir une distance d’environ trois cents mètres et négocier dix-huit à vingt-cinq portes dans un minimum de temps. Il y a plusieurs types de portes : les portes vertes qui se franchissent dans le sens du courant, les portes rouges qui se franchissent à contre-courant les portes en « sky » qui sont sur deux piquets. On doit passer entre les portes sans les toucher, dans le sens de la descente pour les vertes, en remontée pour les rouges. Chaque touche donne une pénalité de 2 points, tandis qu'une porte franchie de manière incorrecte (ou qui n'est pas franchie) entraîne 50 points de pénalité. Les pénalités sont ajoutées au temps réalisé qui est converti en points (1 point = 1 seconde).

## Format de la compétition
Lors des séries, chaque concurrent bénéficie de deux manches pour réaliser le meilleur temps possible. Les 12 athlètes ayant le meilleur temps, se qualifient pour les demi-finales. Lors de celles-ci, les athlètes auront une seule tentative pour réaliser l'un des 8 meilleurs temps et se qualifier pour la finale. La finale se compose d'une tentative supplémentaire et le classement des médailles est établi avec le score de la finale de chaque concurrent.

## Programme
Tous les temps correspondent à l'UTC+1
| Date                     | Horaire            | Manche       |
| ------------------------ | ------------------ | ------------ |
| Dimanche 29 juillet 2012 | 13 h 30 et 15 h 42 | Séries       |
| Mardi 31 juillet 2012    | 13 h 30            | Demi-finales |
| Mardi 31 juillet 2012    | 15 h 06            | Finale       |

## Résultats
| Rang                                | Nom                | Pays               | Tour préliminaire | Tour préliminaire | Tour préliminaire | Tour préliminaire | Demi-finales | Demi-finales | Finale   |  |
| Rang                                | Nom                | Pays               | Manche 1          | Manche 2          | Meilleur          | Rang              | Temps        | Rang         | Temps    |  |
| ----------------------------------- | ------------------ | ------------------ | ----------------- | ----------------- | ----------------- | ----------------- | ------------ | ------------ | -------- |  |
| Médaille d'or, Jeux olympiques      | Tony Estanguet     | France             | 93 s 24           | 99 s 20           | 93 s 24           | 7                 | 101 s 67     | 3            | 97 s 06  |  |
| Médaille d'argent, Jeux olympiques  | Sideris Tasiadis   | Allemagne          | 96 s 12           | 92 s 83           | 92 s 83           | 4                 | 98 s 94      | 1            | 98 s 09  |  |
| Médaille de bronze, Jeux olympiques | Michal Martikán    | Slovaquie          | 139 s 46          | 90 s 56           | 90 s 56           | 1                 | 104 s 04     | 4            | 98 s 31  |  |
| 4                                   | Ander Elosegi      | Espagne            | 93 s 24           | 96 s 60           | 93 s 24           | 6                 | 104 s 04     | 4            | 102 s 61 |  |
| 5                                   | Stanislav Ježek    | République tchèque | 94 s 09           | 206 s 82          | 94 s 09           | 9                 | 104 s 37     | 7            | 105 s 73 |  |
| 6                                   | Kynan Maley        | Australie          | 96 s 07           | 96 s 68           | 96 s 07           | 12                | 105 s 49     | 8            | 107 s 08 |  |
| 7                                   | Takuya Haneda      | Japon              | 101 s 13          | 92 s 72           | 92 s 72           | 3                 | 104 s 16     | 6            | 110 s 62 |  |
| 8                                   | Benjamin Savšek    | Slovénie           | 90 s 83           | 203 s 42          | 90 s 83           | 2                 | 99 s 92      | 2            | 219 s 95 |  |
|                                     |                    |                    |                   |                   |                   |                   |              |              |          |  |
| 9                                   | Grzegorz Kiljanek  | Pologne            | 101 s 03          | 93 s 50           | 93 s 50           | 8                 | 106 s 14     | 9            |          |  |
| 10                                  | David Florence     | Grande-Bretagne    | 101 s 60          | 93 s 04           | 93 s 04           | 5                 | 106 s 16     | 10           |          |  |
| 11                                  | Aleksandr Lipatov  | Russie             | 96 s 13           | 95 s 51           | 95 s 51           | 10                | 107 s 49     | 11           |          |  |
| 12                                  | Teng Zhiqiang      | Chine              | 95 s 68           | 96 s 06           | 95 s 68           | 11                | 107 s 53     | 12           |          |  |
|                                     |                    |                    |                   |                   |                   |                   |              |              |          |  |
| 13                                  | Stefano Cipressi   | Italie             | 96 s 40           | 99 s 74           | 96 s 40           | 13                |              |              |          |  |
| 14                                  | Casey Eichfeld     | États-Unis         | 97 s 04           | 102 s 02          | 97 s 04           | 14                |              |              |          |  |
| 15                                  | Christos Tsakmakis | Grèce              | 165 s 79          | 105 s 22          | 105 s 22          | 15                |              |              |          |  |
| 16                                  | Sebastian Rossi    | Argentine          | 109 s 41          | 107 s 52          | 107 s 52          | 16                |              |              |          |  |
| 17                                  | Rafail Vergoyazov  | Kazakhstan         | 125 s 49          | 225 s 23          | 125 s 49          | 17                |              |              |          |  |

## Sources
- Le site officiel du Comité international olympique
- Site officiel de Londres 2012
- (en) Programme des compétitions